# Egesina flavopicta
Egesina flavopicta är en skalbaggsart som beskrevs av Stefan von Breuning och Heyrovsky 1961. Egesina flavopicta ingår i släktet Egesina och familjen långhorningar. Inga underarter finns listade i Catalogue of Life.